# 塩見 (日向市)
塩見（しおみ）は、宮崎県日向市北部の地域である。現行行政地名は大字塩見。大字区域内の地区名としては中村、新財市、千束口、塩見ケ丘、奥野、永田、権現原がある。郵便番号は883-0033（日向郵便局管区）。

## 概要
市の中北部にあり、北は門川町、南は日向市平岩、西は東郷町に、東は日向市財光寺・富高に接している。山地が大部分を占め、平地は少ない。東部を東九州自動車道が南北に縦断し、東西に椎葉村に通じる国道327号が通る。

## 沿革
鎌倉期から見える地名で、日向国臼杵郡のうち。宇佐弥勒寺喜多院領。

### 年表
- 1457年（長禄元年） - 小浪川の戦いで財部土持氏が滅びると、当地にある塩見城は伊東氏の手に落ちたという。
- 1587年（天正15年） - 豊臣秀吉の九州統一後延岡藩領となる。1615年（元和元年）の一国一城令で塩見城は廃城となる。
- 1692年(元禄5年)から - 天領となり西国筋郡代(日田代官)支配地。
- 1868年（慶応4年閏）4月25日 - 富高県を経て、同年8月17日、日田県に所属し、1871年（明治4年）日向国内の日田県管轄下と豊後国内の延岡藩領との交換により延岡藩に属する。同年延岡県、美々津県を経て、1873年(明治6年)宮崎県、1876年(明治9年)鹿児島県、1883年(明治16年)からは宮崎県に所属する。
- 1884年(明治17年)から - 東臼杵郡に属する。
- 1877年(明治10年) - 西南戦争では主戦場となり、塩見川流域を中心に政府軍と西郷軍が攻防戦を展開した。正法寺には、負傷した西郷軍の兵士が担ぎ込まれたり、政府軍の陣が設置された。山縣有朋は同寺で延岡攻略の策を練ったという。
- 1889年（明治22年） - 富高村の大字となる。
- 1921年（大正10年） - 富島町の大字となる。
- 1951年（昭和26年）から - 日向市の大字となる。
- 1965年（昭和40年） - 市営住宅の建設が新財市で始まる。
- 1969年（昭和44年） - 権現原浄水場が完成する。

## 河川
- 塩見川

## 交通

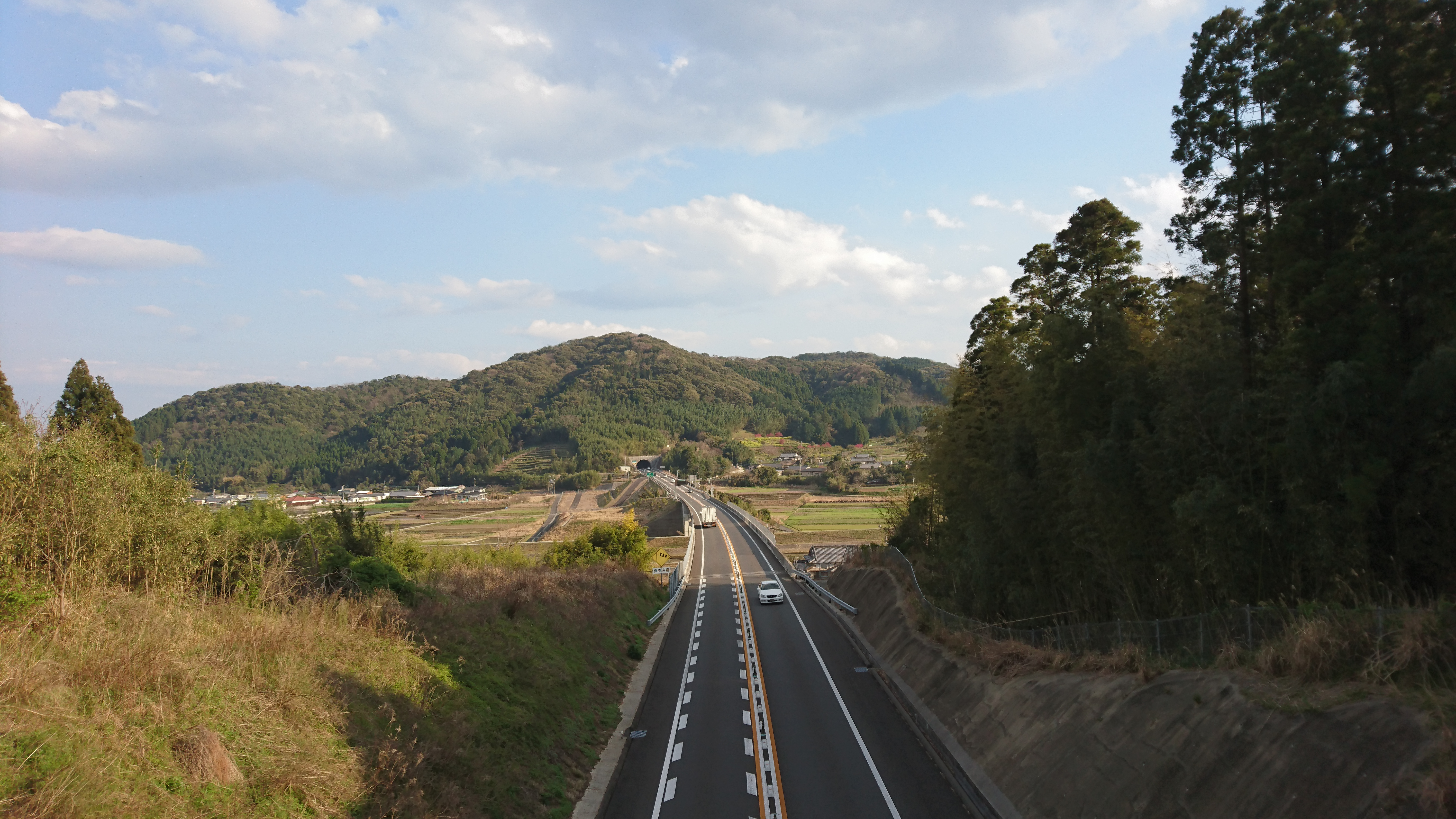
東九州自動車道

### 道路
- 国道327号

### 路線バス
- 宮崎交通 : 椎葉・神門・池野線 （イオンタウン日向～上椎葉・塚原・浜子橋・池野）[3]

## 施設
- 教育
  - 日向市立塩見小学校 - 大字塩見2678
- 福祉
  - 宮崎県立日向ひまわり支援学校 - 大字塩見12161番地
- 郵便
  - 日本郵便株式会社塩見簡易郵便局 - 塩見235-2
- 警察
  - 日向警察署塩見駐在所 - 大字塩見2618-1
- おもな公園
  - 塩見農村公園 - 大字塩見4605番地[4]

- その他
  - 正法寺

## おもな店舗
- コンビニエンスストア
  - ファミリーマート日向塩見店 - 大字塩見11645番1

## ひょっとこ踊り
- 第一次世界大戦で膠州湾一帯を陥落させた祝いに、塩見に伝わる「ヒーヒョロ」ともいうひょっとこ踊りが初めて公開される。

このひょっとこ踊りは、塩見で眼科医をしていた橘公行が付近の青年に教えたものと伝えられている。